# Течения анархизма
Анархизм — политическая философия, которая рассматривает правящие классы, государство и власть в целом как нежелательные, ненужные и вредные элементы общества.
Сторонники анархизма отстаивают принцип безгосударственного общества, основанного на неиерархических и добровольных ассоциациях.  Однако течения анархизма могут принципиально отличаться друг от друга: от крайнего индивидуализма до столь же крайнего коллективизма.  Течения анархизма часто делятся на категории социального анархизма и индивидуалистического анархизма или иные виды классификации, включая зеленый анархизм и пост-левый анархизм>.
Анархизм — крайне левая идеология и большая часть анархической экономики и философии права отражает антиавторитарные, антигосударственные и либертарные интерпретации радикальных левых и социалистических течений, таких как коммунизм, коллективизм, свободный рынок, индивидуализм, мутуализм, агоризм (впрочем, не всегда левый), participism и синдикализм, а также различные направления либертарных социалистических течений.
Антрополог Дэвид Грэбер отмечал, что, если основные марксистские школы мысли всегда имеют основателей (например, ленинизм, троцкизм и маоизм), то течения анархизма «почти всегда возникают из какого-либо организационного принципа или формы практики», приводя в качестве примеров анархо-синдикализм, индивидуалистический анархизм и платформизм.

## Классический анархизм
Расцвет анархизма, как политического течения, пришелся на десятилетия конца XIX — начала XX веков. В эту классическую эпоху, примерно определяемую как 1840-е  или 1860-е  по 1939 анархизм играл видную роль в борьбе рабочего класса наряду с марксизмом в Европе, а также в Северной и Латинской Америке, Азии и Австралии.  Идеи анархизма распространялись благодаря массовой миграции и общедоступной печати.

### Мютюэлизм

Чёрно-оранжевый флаг мютюэлистов

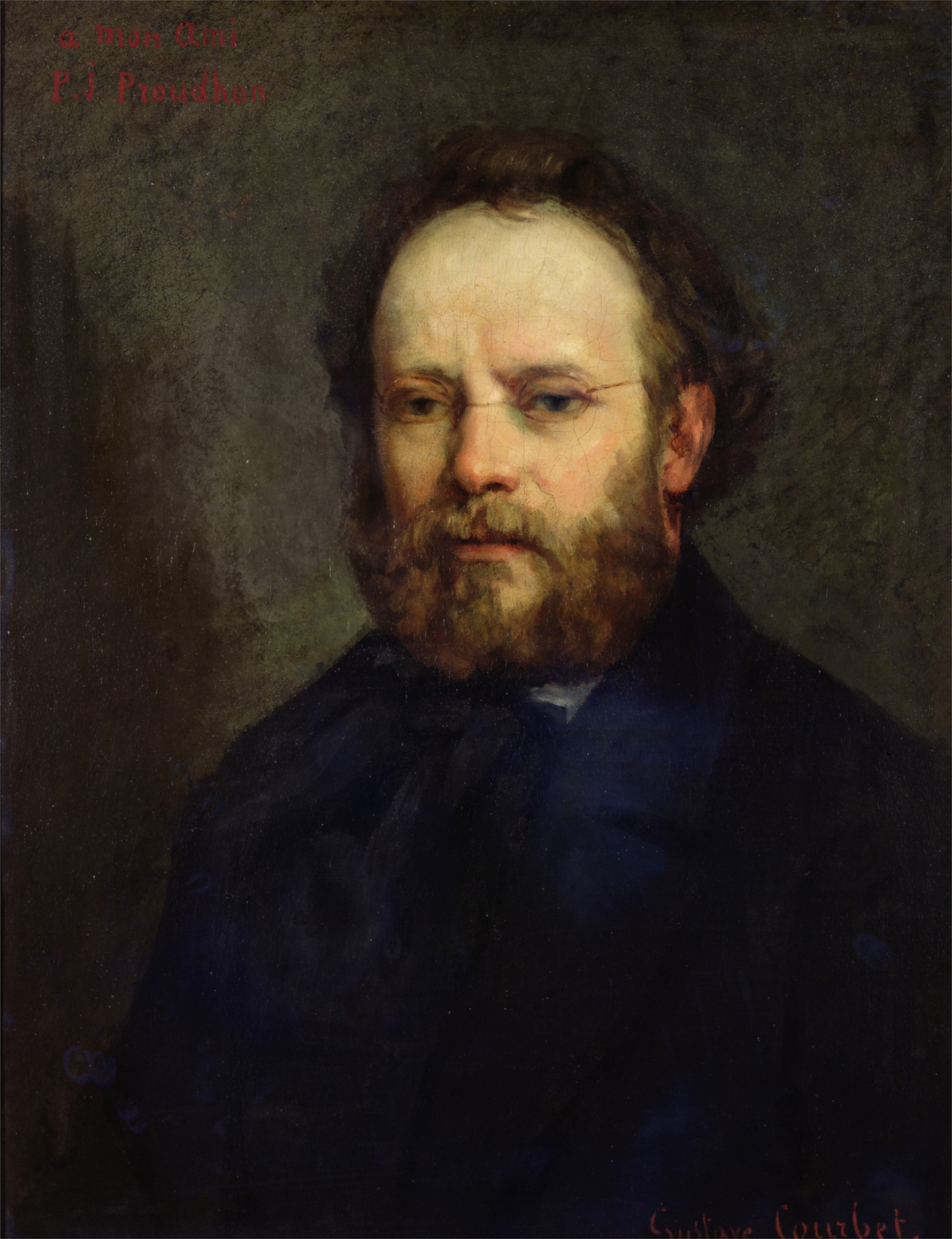
Пьер-Жозеф Прудон, отец современной анархистской теории и главный теоретик мютюэлизма

Мютюэлизм (от англ. mutual — совместный, вариант названия — мутуализм) зародился в английском и французском рабочих движениях XVIII века, затем принял анархическую форму, связанную с Пьером-Жозефом Прудоном во Франции и другими мыслителями в США. Это течение повлияло на таких американских анархистов-индивидуалистов в  как Бенджамин Такер и Уильям Б. Грин. В 1833 году Джозия Уоррен предложил аналогичные идеи   после участия в неудавшемся эксперименте овенитов. В 1840-х и 1850-х годах Чарльз А. Дана и Уильям Батчелдер Грин познакомили американского читателя с работами Прудона. Грин адаптировал мютюэлизм Прудона к американским условиям и познакомил с ним  Бенджамину Такеру.
Теоретики мютюэлизма  уделяли особое внимание вопросам взаимностью, свободной ассоциацией, добровольным контрактам и предлагали кредитную и финансовую реформы. Сторонники мютюэлизма считают, что рынок без государственного вмешательства снижает цены до уровня затрат на рабочую силу, устраняя прибыль, ренту и проценты в соответствии с трудовой теорией стоимости. Компании при этом будут вынуждены конкурировать за  труд рабочих повышая заработную плату.
Некоторые видят мютюэлизм как нечто среднее между индивидуалистическим и коллективистским анархизмом.

### Социальный анархизм
Социальный анархизм — это разновидность анархизма, противостоящая индивидуалистическому анархизму. В то время как индивидуалистические формы анархизма подчеркивают личную автономию и рациональную природу людей, социальный анархизм рассматривает индивидуальную свободу как концептуально связанную с социальным равенством и подчеркивает общность и взаимопомощь.  Термин  Социальный анархизм включает (но не ограничивается) такие течения как: коллективистский анархизм, анархо-коммунизм, либертарный социализм, анархо-синдикализм и социальную экологию.

#### Коллективистский анархизм

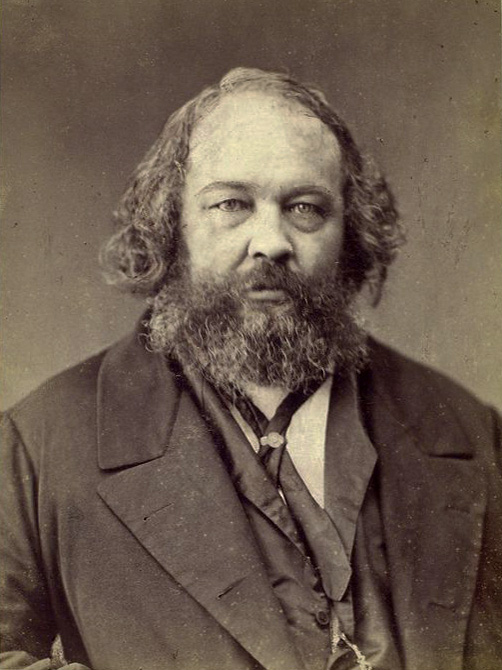
Михаил Бакунин

Коллективистский анархизм — это революционная форма анархизма, чаще всего ассоциируемая с Михаилом Бакуниным, Иоганном Мостом и антиавторитарной секцией Первого Интернационала. В отличие от мютюэлистов, анархисты-коллективисты выступают против любой частной собственности на средства производства, вместо этого выступая за коллективизацию собственности. Они считают, что перемены должны быть  инициировано небольшой сплоченной группой  посредством актов насилия или «пропаганды делом», которая могла бы вдохновить рабочих на восстание и экспроприацию средств производства. Рабочие будут получать денежное вознаграждение за свой труд на основе количества времени, которое они вкладывают в производство, а не распределять товары «в соответствии с потребностями», как при анархо-коммунизме. Хотя коллективистские анархисты выступали за компенсацию за труд, некоторые высказывали предположение о возможности постреволюционного перехода к коммунистической системе распределения в соответствии с потребностями. Коллективный анархизм возник одновременно с марксизмом, но анархисты выступали против марксистской концепции диктатуры пролетариата, несмотря на то, что марксизм также стремился к коллективистскому безгосударственному обществу.
Хотя коллективистский анархизм имеет много общего с анархистским коммунизмом, между ними также есть много важных различий. Например, анархисты-коллективисты считают, что экономика и большая часть или вся собственность должны находиться в коллективной собственности общества, в то время как анархисты-коммунисты считают, что концепция собственности должна быть отвергнута вообще и заменена концепцией использования.
Анархо-коммунизм

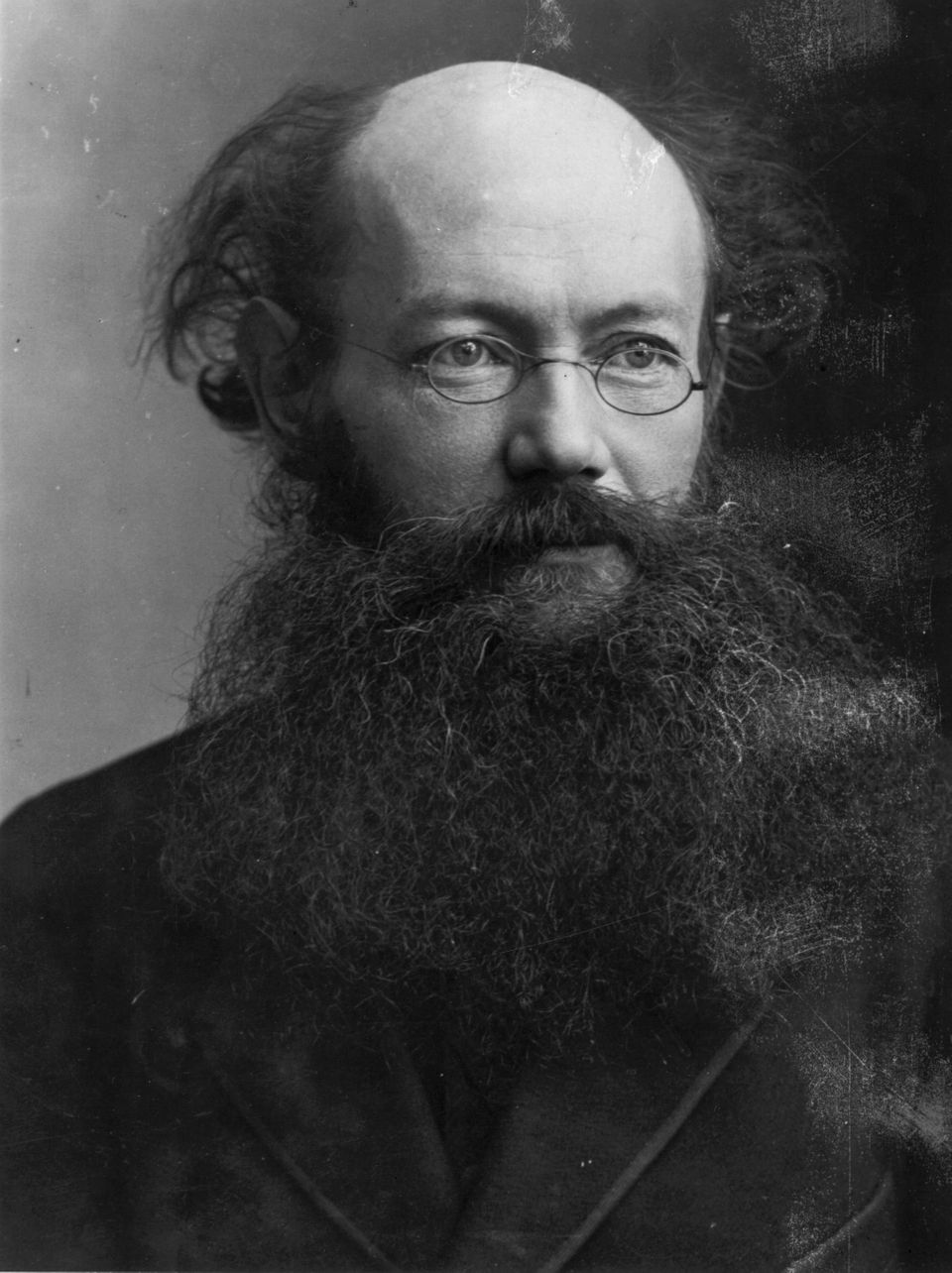
Пётр Кропоткин

Анархо-коммунисты исходят из того положения, что действительно свободная форма социальной организации возможна только в обществе, состоящем из самоуправляющихся коммун и общин при коллективном использовании средств производства, организованных на принципах прямой демократии и создающих федерацию коммун и объединения федераций и/или конфедерации посредством горизонтальных и вертикальных (построенных снизу вверх) связей.
В анархо-коммунистическом обществе предполагается отсутствие товарно-денежных отношений, так что все люди должны будут иметь свободный доступ ко всем ресурсам, всей произведённой обществом продукции и, соответственно, не будет существовать системы наёмного труда. Согласно идеям Петра Кропоткина, а также более поздним выкладкам «зелёного анархиста» Мюррея Букчина, члены будущего свободного коммунистического общества станут спонтанно, на добровольных началах заниматься всем необходимым для жизни общества трудом, потому что они будут понимать преимущества коллективного владения средствами производства и взаимопомощи.
Кропоткин считал, что частная собственность была важнейшей причиной угнетения и эксплуатации, в связи с чем выступал против её существования, предлагая вместо неё общественную собственность. В своей книге «Взаимопомощь как фактор эволюции» Пётр Кропоткин критиковал социал-дарвинизм, утверждая что взаимопомощь является более естественной, нежели конкуренция. При этом стоит отметить, что книга «Хлеб и воля» была по сути практическим руководством по организации общества после социальной революции.

Отвечая тем, кто пытался приписать анархо-коммунистам стремление загнать человечество силой в коммунистическое общество, которое будет организовано по типу аскетичной казармы или тюрьмы, Кропоткин писал:
Мы вовсе не хотим складывать в кучу все пальто, чтобы потом распределять их (хотя даже и при такой системе те, которые дрожат теперь от холода без одежды, всё-таки остались бы в выигрыше). Точно так же мы вовсе не хотим и делить деньги Ротшильда. Мы хотим устроить так, чтобы каждому родящимуся на свет человеческому существу было обеспечено, во-первых, то, что оно выучится какому-нибудь производительному труду и приобретёт в нём навык, а во-вторых, то, что оно сможет заниматься этим трудом, не спрашивая на то разрешения у какого-нибудь собственника или хозяина и не отдавая львиной доли всего своего труда людям, захватившим землю и машины.
Платформизм
Платформизм является анархо-коммунистической тенденцией в традициях Нестора Махно, который исходил из того, что «необходима организация, которая, объединив большинство участников анархического движения, установила бы общую тактическую и политическую линию в анархизме и стала бы направляющей для всего движения».

## Современный анархизм
Анархизм породил множество эклектических и синкретических философий и движений. После возрождения анархизма в середине XX века появился ряд новых движений и школ. Анархист-антрополог Дэвид Грэбер постулировал разрыв между поколениями анархизма, с теми, «кто часто еще не поколебал сектантские привычки прошлого века», в отличие от молодых активистов, которые «гораздо более информированы, среди прочего, от местных феминисток., экологические и культурно-критические идеи», и которые к началу XXI века составили« подавляющее большинство» анархистов.
Антикапиталистическая традиция классического анархизма оставалась заметной и в постклассических и течениях. Анархисты выступают против принудительной власти во всех формах, а именно «против всех централизованных и иерархических форм правления (например, монархия, представительная демократия, государственный социализм и т. д.),  против  традиционных экономических систем, таких как  капитализм и большевизм;  против   автократических религий, таких как фундаменталистский ислам, католицизм, православие и т. п.), а также против таких социальных явлений как патриархат, гетеросексизм, превосходство белых и империализм.  При этом различные анархические школы расходятся во мнениях относительно методов, с помощью которых следует противостоять этим общественно-политическим явлениям.
Для английского ученого-анархиста Саймона Кричли «современный анархизм можно рассматривать как мощную критику псевдолибертарианства современного неолиберализма . Можно сказать, что современный анархизм связан с ответственностью, сексуальной, экологической или социально-экономической; он проистекает из опыта совести о разнообразных способах, которыми Запад разрушает остальных; это этическое возмущение вопиющим неравенством, обнищанием и лишением гражданских прав, которое так ощутимо на местном и глобальном уровнях "  Это также могло быть мотивировано «крахом« реально существующего социализма »и капитуляцией западной социал-демократии перед неолиберализмом».

### Пост-анархизм
Термин "пост-анархизм" предложен Солом Ньюманом как объединение  классической анархической теории и постструктуралистской мысли. Был впервые введен в  книге «От Бакунина до Лакана», где   Ньюман  рассмотрел и широкий спектр идей, включая постмодернизм, автономизм, пост-левую анархию, ситуационизм, постколониализм и сапатизм. Основными теоретиками постанархизма являются Сол Ньюман, Тодд Мэй, Льюис Колл, Жиль Делёз, Феликс Гваттари и Мишель Онфрей.
Постлевый анархизм
Постлевый анархизм —  трансгрессивное течение в анархизме. Среди самых известных его представителей выделяются Боб Блэк и Хаким Бей. Как объясняет Блэк, это течение отражает ряд «революционных тем», но избегает разработки анархических программ. Постлевый анархизм стремится быть «исключительно аполитичным», «гедонистическим» и называет себя индивидуалистским: «свобода и счастье человека» — вот критерии «хорошего общества». Одно время Блэк поддерживал  «коммунистический эгоизм» — политику, основанную на слиянии идей Штирнера и Маркса, — но более известен тем, что выступает за упразднение труда и его трансформацию в игру. Постлевую анархию он противопоставляет «анархо-лефтистскому фундаментализму», к которому относятся анархизм классовой борьбы и анархо-синдикализм. С точки зрения Блэка, эти организационные формы обещают социальные преобразования, но при этом сводят на нет возможности их реализации.

### «Квир-анархизм»
Основная статья: Квир-анархизм

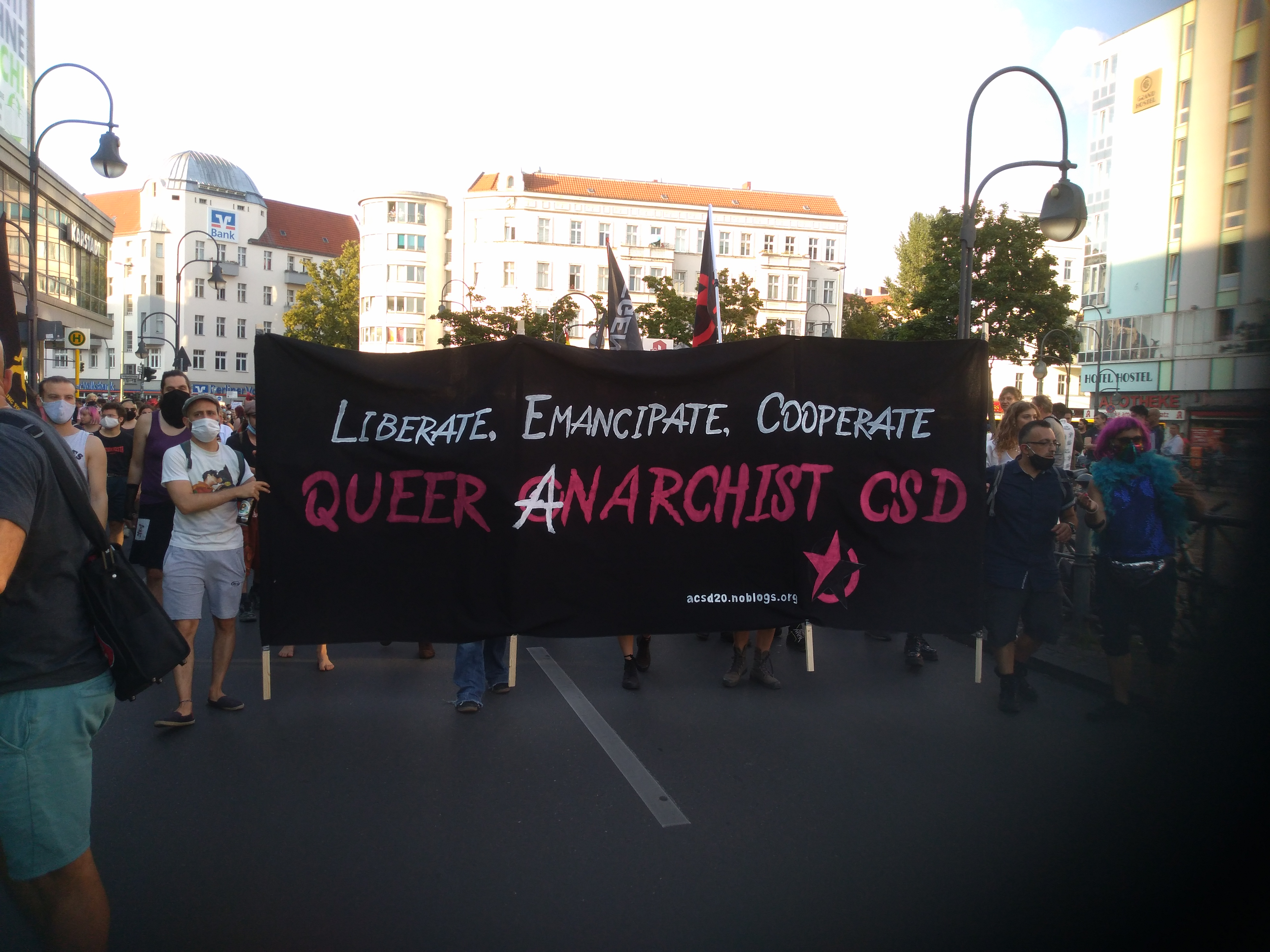
Баннер «странных анархистов» на параде в честь Дня Кристофер-Стрит, Берлин, 2020

«Квир-анархизм» (англ. Queer_Anarchism) есть применение анархизма в освободительном движении геев и лесбиянок и решению проблем ЛГБТ-сообщества, таких, как гомофобия, лесбофобия, трансмизогиния, бифобия, трансфобия, гетеронормативность, патриархат и гендерная бинарность.
Среди борцов за права ЛГБТ, в том числе внутри анархистских движений, называют таких мыслителей, как Джон Генри Маккей Адольф Бранд и Даниэль Герен. Анархист-индивидуалист Адольф Бранд с 1896 по 1932 год издавал в Берлине журнал Der Eigene — первое периодическое издание, посвященное проблемам геев.

### Анархо-синдикализм
Основная статья: Анархо-синдикализм

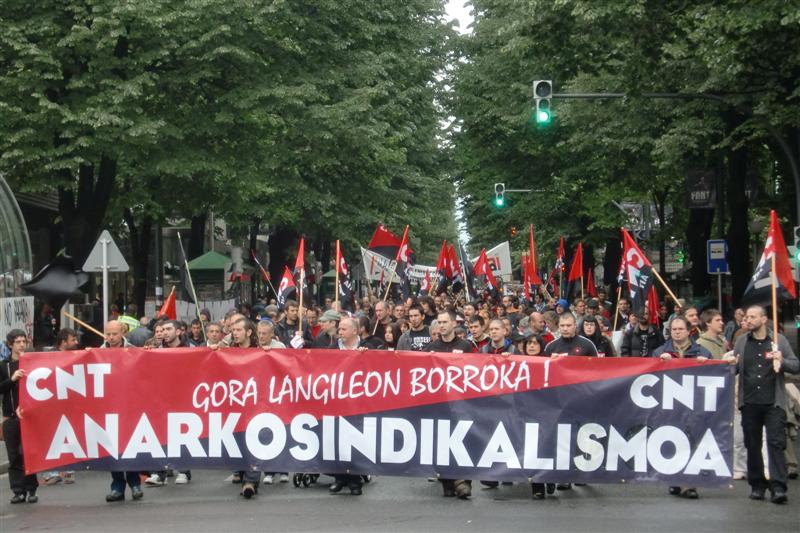
Первомайская демонстрация анархо-синдикалистского профсоюза CNT в Бильбао, Страна Басков, 2010 г.

В начале 20 века анархо-синдикализм возник как отдельное течение в анархизме. Будучи более сосредоточенным на рабочем движении, чем предыдущие формы анархизма, синдикализм постулирует   профсоюзы как потенциальную силу для революционных социальных изменений, заменяющих капитализм и государство новым обществом, демократически самоуправляемым рабочими. Анархо-синдикалисты стремятся отменить систему заработной платы и частную собственность на средства производства, которые, по их мнению, ведут к классовым различиям. Важные принципы синдикализма включают солидарность рабочих, прямые действия (такие как всеобщие забастовки и восстановление рабочих мест ) и самоуправление рабочих .
Анархо-синдикализм и другие ветви анархизма не исключают друг друга. Анархо-синдикалисты часто придерживаются политики коммунистического или коллективистского анархизма. Его сторонники предлагают организацию труда как средство создания основ неиерархического анархистского общества как в  рамках существующей политической системы, так и  осуществления социальной революции. Согласно авторам  справочника  Anarchoist FAQ, анархо-синдикалистские экономические системы часто принимают форму анархо-коммунистической или коллективистской анархической экономической системы.
Ведущим теоретиком  анархо-синдикалистов считается Рудольф Рокер. В своей брошюре 1938 года  Anarchosyndicalism он изложил взгляд на истоки движения, основные цели и значение для борьбы за права рабочих . Американский философ Ноам Хомский считает анархо-синдикалистские идеи потомками классических либеральных идей эпохи Просвещения  , утверждая, что его идеологическая позиция вращается вокруг «воспитания либертарианского и творческого характера человека» . Он предвидит анархо-синдикалистское будущее с прямым рабочим контролем над предприятиями  и правительством со стороны рабочих советов, которые будут выбирать своих представителей на общих собраниях.
Хотя чаще всего анархо-синдикализм связывают с  борьбой за права рабочих в начале XX века (особенно во Франции и Испании),  в настоящее время  синдикалистские организации существуют во многих странах, в том числе SAC в Швеции, USI в Италии и CNT в Испании. Некоторые из этих организаций действуют сообща благодаря членству в Международной ассоциации рабочих.
Национал-анархизм
Национал-анархизм - — антикапиталистическая, антимарксистская, антиэтатисткая идеология. Национал-анархисты выступают за посткапиталистическое безгосударственное общество, в котором однородные сообщества различных этнических или расовых групп могли бы свободно развиваться отдельно в своих собственных племенных общинах, называемых "национальными автономными зонами", которые являются политически меритократическими, экономически взаимообусловленными, экологически устойчивыми, социально и культурно традиционными.
Хотя термин «национал-анархизм» восходит еще к 1920-м годам, современное национал-анархистское движение было создано в конце 1990-х годов британским политическим активистом Троем Саутгейтом, который позиционирует его как "выходящее за пределы левого и правого". Ученые, которые изучали национал-анархизм, пришли к выводу, что он представляет собой дальнейшую эволюцию в мышлении ультраправых, а не совершенно новое измерение в политическом спектре.
Национал-анархизм вызвал скептицизм и откровенную враждебность как у левых, так и у ультраправых критиков. Первые обвиняют национал-анархистов в том, что они не более чем белые националисты, пропагандирующие коммунальную форму этноплюрализма, в то время как вторые утверждают, что они хотят называть себя "анархистами" без исторического и философского багажа, который сопровождает такое утверждение.
Анархо-капитализм
Основная статья: Анархо-капитализм

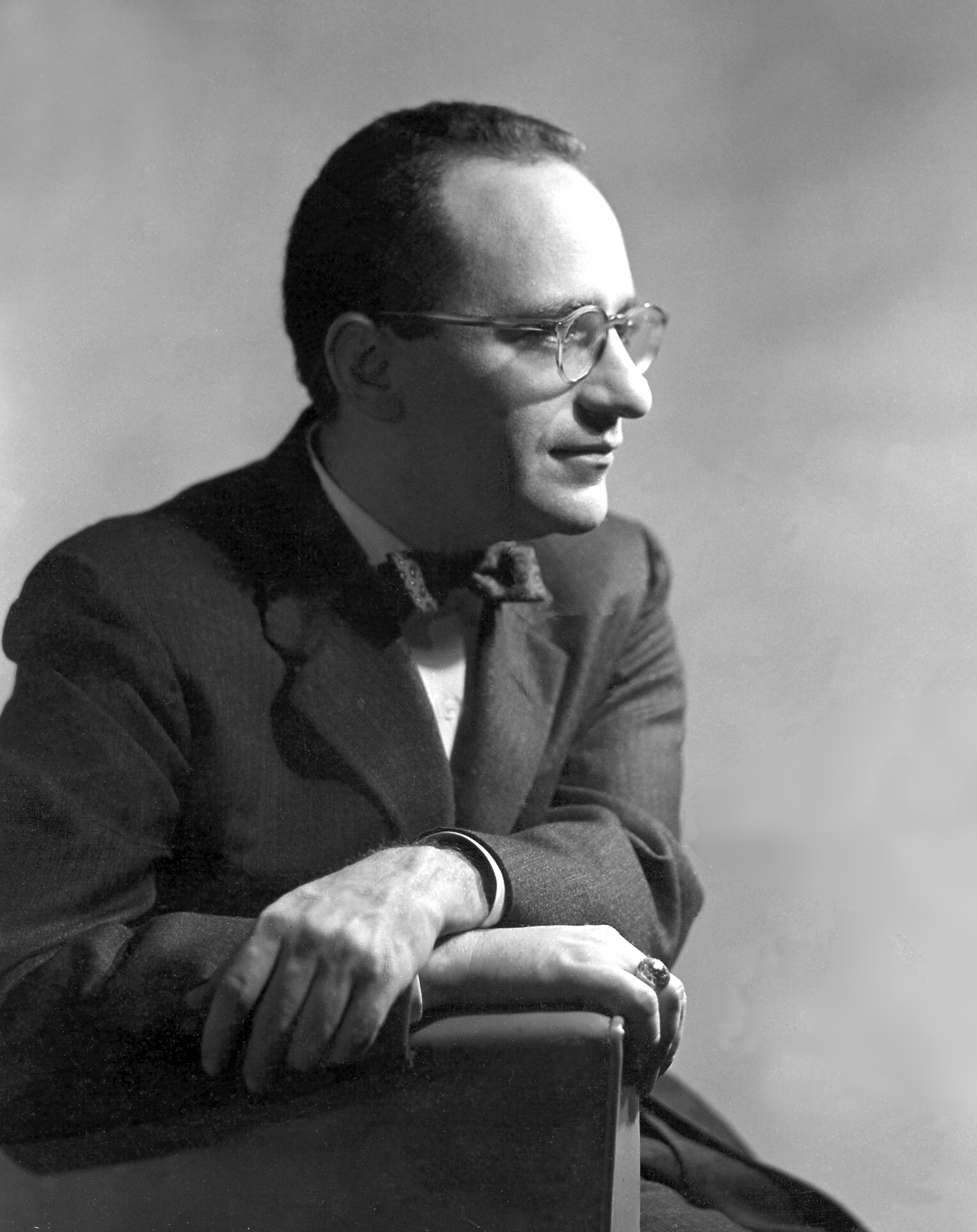
Мюррей Ротбард - создатель теории анархо-капитализма

Анархо-капитализм (также «ротбардианство», по имени основателя течения Мюррея Ньютона Ротбарда) является частью более широкой индивидуалистической философии «рыночного анархизма» или «анархизма свободного рынка» и либертарианского движения. Он «основывается на убеждении необходимости свободного владения частной собственностью, отрицания любой формы правительственной власти или [её] вмешательства, и поддержке конкурентоспособного свободного рынка как главного механизма для социального взаимодействия».
Вследствие того, что исторически анархизм сложился как (в подавляющем большинстве случаев) антикапиталистическая социально-политическая и философская мысль, анархо-коммунисты выступают резко против капиталистического анархизма. Сами же анархо-капиталисты различают капитализм как систему мирного свободного обмена и «государственный капитализм», который Мюррей Ротбард определяет как сговор между крупным капиталом и правительством, которое использует методы принуждения, чтобы уничтожить систему свободных рыночных отношений. Основываясь на принципе естественных прав, понятии о свободном договоре и прагматизме анархо-капиталисты приветствуют существование частной собственности, которая была приобретена благодаря труду, торговле или же была получена в подарок. Говоря об обществе, построенном на анархо-капиталистических началах, его сторонники придерживаются принципа существующих на добровольных началах свободных рыночных отношениях, которые привели бы к такому социальному устройству, где будет поддерживаться санкционированный законом правопорядок, обеспечиваться защита и будет создана инфраструктура, организованная через коммерческую конкуренцию, благотворительные организации и свободно создаваемые ассоциации, но будет отсутствовать государственная власть. В пропагандируемом Ротбардом анархо-капитализме закон (принцип ненападения) применяется рынком, но не создаётся им, в то время как утилитаристская версия Давида Д. Фридмана подразумевает, что закон будет создаваться рынком.
В то время как термин «анархо-капитализм» был введён Ротбардом, и его возникновение датируется 1960-ми годами в Соединённых Штатах, некоторые историки, включая и самого Ротбарда, прослеживают корни данного анархистского направления до середины XIX века в работах рыночных теоретиков, таких как Густав де Молинари (Gustave de Molinari).
Анархо-капитализм испытал на себе влияние таких прорыночных теоретиков, как Густав де Молинари, Фредерик Бастиа и Роберт Нозик, а также американских теоретиков индивидуализма, таких как Бенджамин Такер и Лизандр Спунер. Продуманная форма анархистского индивидуализма отличается от индивидуализма «Бостонских анархистов» XIX века своим отрицанием трудовой теории стоимости (и её нормативных значений) в пользу неоклассической или Австрийской Школы маржиналистского направления. В свою очередь анархо-капиталистические идеи способствовали развитию агоризма, автаркизма, волюнтаризма (либертарианского) и криптоанархизма. Есть институты, очень тесно связанные с капиталистическим анархизмом: Центр либертарианских исследований и Институт Людвига фон Мизеса.
Анархо-примитивизм
Основная статья: Зелёный анархизм

Чёрно-зелёный флаг зелёных анархистов и анархо-примитивистов

Зелёный анархизм — одно из направлений в анархизме, которое делает акцент на проблемах охраны окружающей среды. На сегодняшний день можно выделить такие важные направления в нём, как социальная экология и анархо-примитивизм. Многие сторонники зелёного анархизма и примитивизма рассматривают в качестве основоположника их современных взглядов Фреди Перлмана. Среди известных современных авторов, поддерживающих зелёный анархизм, можно назвать сторонников технологического развития Мюррея Букчина, Джанет Биэль, Дэниела Ходоркоффа (Daniel Chodorkoff), антрополога Брайана Морриса[en], а также людей, близких к Институту социальной экологии[en]; также к зелёным анархистам относятся крайне критически настроенные по отношению к идеям технологического развития Деррик Дженсен, Джордж Драффан (George Draffan) и Джон Зерзан; кроме того к данному направлению в анархизме можно отнести Алана Картера и Стюарта Давидсона.
Социальные экологи, представляющие собой социальных анархистов экологической направленности, часто критикуют основные (традиционные) направления в анархизме за то, что они излишне фиксируются на политике и экономике, вместо того, чтобы сосредоточить своё внимание на экосистеме (человеческой и природной), как делают это последователи зелёного анархизма. Данная теория продвигает идею развития так называемого либертарного муниципализма.
Анархо-примитивисты часто критикуют анархистский «мейнстрим» за то, что он поддерживает понятие цивилизации и современные технологии, которые, как считают примитивисты, основываются на господстве и эксплуатации. В противовес этому они защищают процесс «возврата к дикости», или же повторного воссоединения с окружающей средой.

### Комментарии
1. ↑  "The story of one person's struggle against intolerance and repression during the early 20th century homosexual emancipation movement in Germany. Mackay is a very interesting figure in both anarchist and homosexual circles."Hubert Kennedy. Anarchist Of Love: The Secret Life Of John Henry Mackay. Архивировано {{{2}}}.